# Ringo Starr
Richard Starkey, poznatiji pod pseudonimom Ringo Starr (Liverpool, 7. srpnja 1940.)  bio je bubnjar u Beatlesima od 1962. do 1970. godine. 
Pjevao je u brojnim poznatim pjesmama Beatlesa (poput Yellow Submarine i With a Little Help from My Friends te Beatles verzije pjesme Act naturally), a napisao je pjesme Don't Pass Me By i Octopus's Garden. Također je bio pripovjedač u prvim dvjema sezonama crtanog filma Tomica i prijatelji.

## Životopis
Ringo Starr rođen je 7. srpnja 1940. u Dingleu u Liverpoolu. Roditelji su mu bili Elsie Starkey (djevojačko prezime Gleave) i Richard Starkey. Razveli su se kad su Starru bile tri godine, te se poslije njegova majka udala za Harryja Gravesa, koji je potaknuo njegov interes za glazbu. Također su se preselili u manji dom. Ringo Starr je tijekom djetinjstva bio pripadnik Evangeličke crkve. Bio je i jedino dijete u obitelji.
Sa šest godina imao je apendicitis, čije su komplikacije izazvale desetotjednu komu, tako da se u bolnici zadržao jednu godinu. S trinaest godina dobio je prehladu koja se razvila u pleuritis od kojeg je dobio plućne komplikacije, zbog čega je u bolnici proveo dvije godine. U djetinjstvu je imao ukupno 12 operacija. Zbog zdravstvenih problema razvio je brojne alergije i preosjetljivosti na hranu.
Pokazao je talent u umjetnosti i glumi, a bio je vješt i u mehanici. S 15 godina napustio je školu, i u toj dobi jedva je znao čitati i pisati. 1959. godine dobio je pseudonim Ringo Starr - zbog prstenja koje je nosio i zato što je pseudonim zvučao "kaubojski". Bio je član liverpoolske grupe Rory Storm and the Hurricanes. Kada je taj sastav nastupao u Hamburgu, Ringo Starr upoznao je Beatlese. 16. listopada 1960. svirao je bubnjeve u Hamburgu s Johnom Lennonom, Paulom McCartneyjem i Georgeom Harrisonom.
Stalni član Beatlesa postao je 18. kolovoza 1962. godine, dva dana nakon što Pete Best više nije bio bubnjar u Beatlesima. Zanimljivo je da su Bestovi obožavatelji uznemireno uzvikivali: Pete zauvijek! Ringo nikad! Neobične fraze koje je Starr skovao, poput hard day's night i tommorrow never knows Beatlesi su uzeli kao nazive dviju pjesama. 

## Diskografija
- "Sentimental Journey" (1970.)
- "Beacoups of Blues" (1970.)
- "Ringo" (1973.)
- "Goodnight Vienna" (1974.)
- "Ringo's Rotogravure" (1976.)
- "Ringo the 4th" (1977.)
- "Bad Boy (1978.)
- "Stop and Smell the Roses" (1981.)
- "Old Wave" (1983.)
- "Time Takes Time" (1992.)
- "Vertical Man" (1998.)
- "I Wanna Be Santa Claus" (1999.)
- "Ringo Rama" (2003.)
- "Choose Love" (2005.)
- "Liverpool 8" (2008.)
- "Y Not" (2010.)
- "Ringo 2012" (2012.)[6]
- "Postcards From Paradise" (2015.)[7]
- "Give More Love" (2017.)[8]
- "What's My Name" (2019.)[9]
- "Zoom In EP" (2021.)[10][11]